# 高木まひこ
高木まひこ1982年11月11日（42歳）は、日本の音楽家である。岡山県出身。ソロとバンドの両方で活動しており、バンド名は「高木まひことシェキナベイベーズ」である。バンド名の由来は楽曲「ツイスト・アンド・シャウト」の1フレーズを引用したものである。

## 略歴
高校時代から音楽活動を始め、2000年に地元である岡山から大阪に活動の場を移している。
演奏スタイルはアコースティック・ギターによる弾き語りで、グレッチのホワイトファルコンモデルを愛用している。
2006年に、元々ライブ共演者であった現メンバーと「高木まひことシェキナベイベーズ」を結成しバンド活動をスタートした。本人は「この4人の誰が欠けてもだめなんです」とメンバーチェンジはしないことを公言している。2年間のライブ活動を経て2008年に1stアルバム『高木まひことシェキナベイベーズ登場!!』で全国発売のCDデビューを果たした。主な活動拠点は大阪、特に十三界隈であり、自分たちの音楽をリバプールサウンドになぞらえ「ヨドガワサウンド」と紹介。2007年より2009年まで、ラジオ局「FMひらかた」音楽番組内でレギュラー出演・演奏を務めた。2008年には関西電力主催「eo Music Try08」決勝進出。2009年、Jリーグチーム「セレッソ大阪」のアンセム斉唱を機に、チームへの楽曲提供曲「週末になれば...」が公式ソングとして使用されている。「週末になれば...」は2010年2月のFMひらかたのヘヴィー・ローテーションにも選ばれた。他にもサポーターの応援歌チャントへの楽曲提供「ムーヴメンタル」、本間勇輔のプロジェクトへの参加、セレッソ大阪やブラインドサッカーの公式ソングへの録音にも参加。
定期的に『シェキナパーティ』『シェキナカーニバル』『シェキナコネクション』など、バンド名の通称である「シェキナ」を冠にした自主企画イベントを行い、合言葉として「シェキナ」が用いる。他にも『MINAMI WHEEL 2011』『見放題2012』などをはじめとした各地フェスやライブサーキットイベントにも出演。
忌野清志郎の命日にあたる5月2日には、神戸のライブハウス「チキンジョージ」で忌野のトリビュートライブ「にぶんのいち2・3’Sツアー『のりぴーと大島ちゃん』KOBEスペシャル」が開催される。「忌野清志郎&2・3’S」の元メンバーである山川のりを、大島賢治、中曽根章友、リクオらが約20年ぶりに集まり、ゲストボーカルも加えて忌野の命日にライブを開く。出演者は他に、志磨遼平（ドレスコーズ、ex.毛皮のマリーズ）、ワタナベイビー（ホフディラン）、高木まひこ（高木まひことシェキナベイベーズ）、安藤八主博（ザ・たこさん）など8人。」

## 高木まひことシェキナベイベーズ
- 高木まひこ（ボーカル・アコースティック・ギター）:1982年11月11日 - 岡山県出身。AB型
- 酒井ヒロキ（エレクトリック・ギター）:1982年11月16日 - 大阪府出身。AB型
- ミトモ（ベース）:1978年1月24日 - 岩手県出身。AB型
- ツルタハヤト （ドラム）:1978年6月27日 - 大阪府出身。A型

## ディスコグラフィー

### 「高木まひこ」名義の作品

#### CD
- 1stミニアルバム『俺の憧れのStyle』 （2006年2月）
- 2ndミニアルバム『そんな楽しみ』 （2009年11月）
- 3rdミニアルバム『悪魔を憐れむブルース』（2012年4月）

#### 参加作品
- オムニバスアルバム『FOLK2015弾き語り』 （2015年1月）

### 「高木まひことシェキナベイベーズ」名義の作品

#### CD
- 1stアルバム『高木まひことシェキナベイベーズ登場!!』 （2008年6月18日）SNBB-01
- 2ndアルバム『一歩下がってロックンロール』 （2011年5月25日）MSCD-050
  - 2ndアルバムリマスター盤『一歩下がってロックンロール　BONUS EDITION』 （2015年6月24日）MSCD-074
- 3rdアルバム『ONE NAP』 （2013年1月23日）MSCD-057

#### ライブDVD・映像
- ライブ盤CD/DVD『一歩下がってロックンロール ONE-MAN-GIG』 （2011年12月8日）SNBB-002
- ライブ盤DVD『ONE NAP TOUR FINAL!!!!』 （2013年9月26日）SNBB-003

#### 参加作品
- CDシングル『CEREZO (さくら) 満開 - セレッソ大阪オフィシャル・ソング』 （2010年3月10日）ZQPT-1004　発売元:Palmtree 販売元：ユニバーサルミュージック
- TRIBUTE TO THE PRIVATES 1983-2013『SPIKE DRIVER COVERS』 （2014年4月23日）MELE-1011